# Pinell de Solsonès
Pinell de Solsonès è un comune spagnolo di 224 abitanti situato nella comunità autonoma della Catalogna.